# 國立公文書館

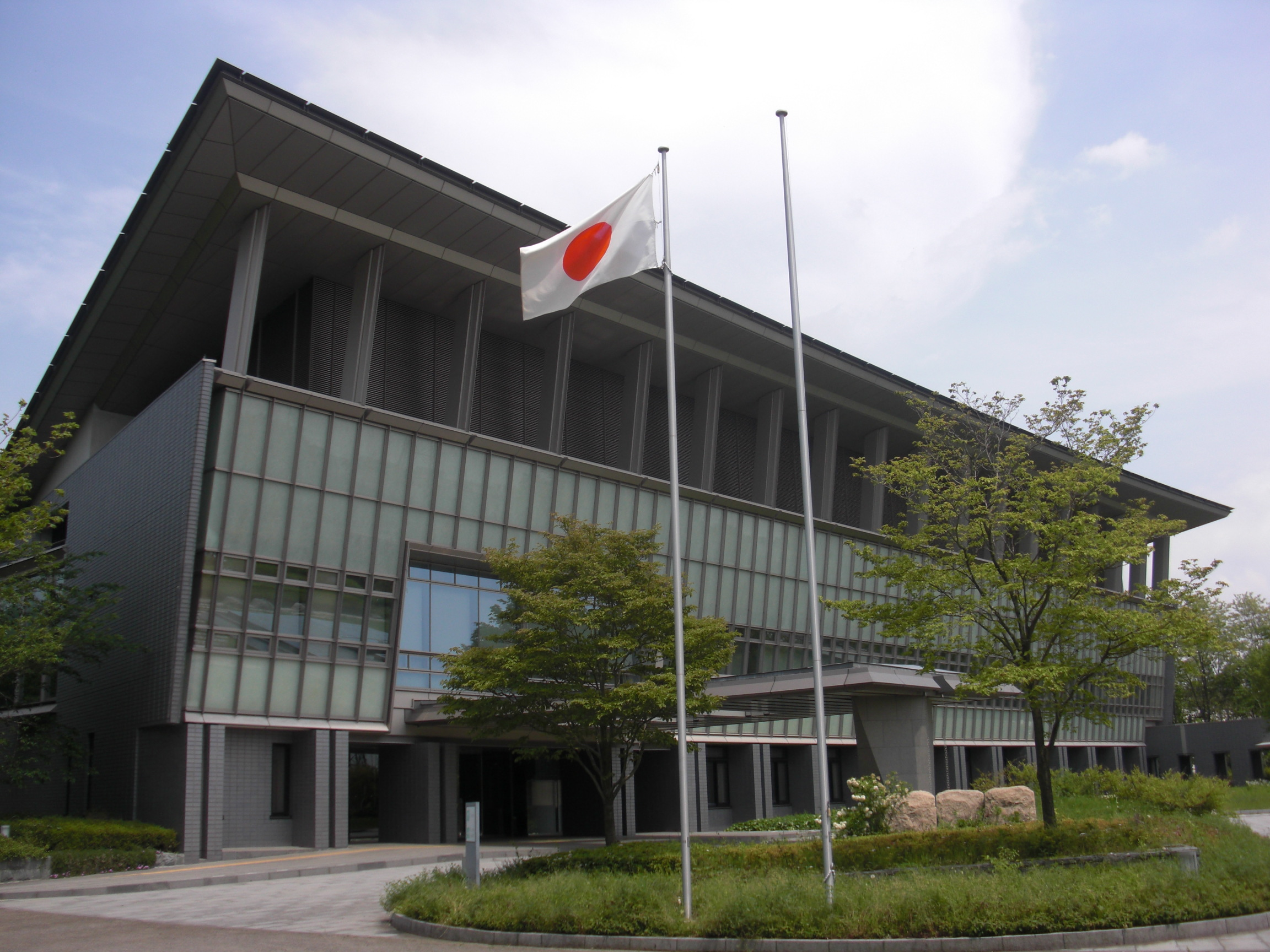
分館（茨城縣筑波市）

國立公文書館（日语：／ kokuritsu kōbunshokan */?）是日本的國家檔案館，為內閣府直轄的獨立行政法人之一，負責收藏日本歷代的所有公文，同時將這些資料開放公眾閱覽。總館位於鄰近皇居的東京北之丸公園，並在茨城縣筑波市設有分館。

## 概要
國立公文書館保存日本政府行政機關等移交之重要公文並開放給一般大眾閱覽。藏品包括明治時代以來的公文約60萬冊（2006年3月）、舊內閣文庫約53萬冊。館內除設有閲覧室供一般民眾使用，也不定期舉行主題展與企劃展等。

### 沿革
過去，各行政機關的公文由各單位保存，為了建立一座保存與公開公文的專門設施，1971年（昭和46年），作為總理府附屬機關的國立公文書館於東京都千代田區北之丸公園開館。江戶幕府以來的古文書、古書等內閣文庫藏書轉交給國立公文書館保存。
2001年（平成13年），依據《國立公文書館法》，本館成為獨立行政法人。因屬於行政執行法人（舊特定獨立行政法人），職員具有國家公務員身分。由於公文的收集管理體制落後於各國而遭受批評，2007年12月，日本政府為強化體制，表明未來將把公文書館從獨立行政法人改回國家機關。
1998年，茨城縣筑波市筑波研究學園都市內設置筑波分館。2001年開設亞洲歷史資料中心。該中心以網路數位檔案為主，不設閱覽室（事務所位於東京都文京區本鄉）。

## 藏書
- 公文書
  - 天皇署名的《日本國憲法》正本等法律、政令原稿
  - 明治以後各政府機關移交給公文書館的公文

開設公文書館以後、各政府機關將超過保存期限的重要公文移交給公文書館保存。但由於關東大地震、戰爭等因素，未能保存所有文書。部分文書禁止開放給一般民眾閱覽。
※外交、防衛、皇室相關公文書，分別由外務省外交史料館、防衛省防衛研究所圖書館、宮內廳書陵部收藏。
- 內閣文庫

內閣文庫藏書包含江戶城紅葉山文庫與昌平坂學問所古書在內的太政官公文、政府收集之古文書、外國文書等貴重資料。
- 捐贈文書

個人或團體所捐贈的貴重書籍，也包含竹下登所有的「平成奉書紙」等非書類文物。

## 所在地
- 東京都千代田區北之丸公園3番2號
- 東京地下鐵東西線竹橋站步行可至。

## 指定文化財
獨立行政法人國立公文書館所有之重要文化財如下。
- 《法曹類林（日语：法曹類林）》3卷
- 《本朝續文粹》13卷－仿效《本朝文粹》，蒐集後一條天皇至崇德天皇約120年之間的232編漢詩文，是代表平安時代漢文學學的漢詩文集之一。本書現存最古老的手稿是金澤文庫創始者北條實時於1272年（文永9年）所書寫的文稿。
- 宋版《廬山記》5冊
- 元版《全相平話》5冊－元朝至治年間（1321年～1323年）刊行。收錄《武王伐紂書》三卷、《樂毅圖齊七國春秋》後集三卷、《秦併六國平話》三卷、《前漢書」續集三卷、《三國志》三卷。本書是世上唯一現存本。此為紅葉山文庫（日语：紅葉山文庫）舊藏。
- 宋版《周易新講義》3冊
- 宋版《子略》、《史略》3冊
- 宋版《東坡集》12冊
- 宋版《淮海集》10冊
- 《管見抄》9冊
- 宋版《鉅宋廣韻》5冊
- 宋版《予章先生集》7冊
- 宋版《頴濱先生大全文集》15冊
- 宋版《平齋文集》12冊
- 宋版《梅亭先生四六標準》19冊
- 國繪圖與鄉帳127張85冊－紅葉山文庫舊藏。
  - 《元祿國繪圖》8張、《天保國繪圖》119張、《天保鄉帳》85冊
  - 附：《元祿國繪圖》複本8張、《天保國繪圖縮圖》複本12張、《天保鄉帳》複本19冊、桐箱（天保九年勘定所墨書）4合
- 《正保城繪圖》63張－紅葉山文庫舊藏。
- 《朽木家（日语：朽木氏）文書》（1,066份）38卷13冊9份
- 《諸宗末寺帳》34冊9份
  - 附：入目錄2份
- 《間宮林藏北蝦夷等見分關係記錄》14帖7張
  - 《北蝦夷島地圖與圖例》（文化七年七月）1帖7張、《北夷分界余話》（文化八年三月）10帖、《東韃地方紀行》（文化八年三月）3帖
- 《吾妻鏡》（北條本）51冊
- 《北槎聞略（日语：北槎聞略）》12冊2卷1帖9張－18世紀末大黑屋光太夫於俄國的經歷
- 《貞享曆》（卷四補寫本）7冊－澀川春海筆
- 《庶物類纂（日语：庶物類纂）》465冊、《庶物類纂圖翼》28冊－稻生若水編纂的博物書
- 《阿蘭陀本草和解》2冊－野呂元丈抄寫，寛保元年三月至寛延三年三月
- 《大乘院寺社雜事記（日语：大乗院寺社雑事記）》尋尊記1卷122冊、政覺記38冊、經尋記23冊－興福寺大乘院門跡的日記
- 《經覺私要鈔（日语：経覚私要鈔）》82冊－興福寺大乘院門跡的日記
- 《三箇院家抄》4冊－興福寺大乘院門跡相關記錄
- 《尋憲記》12冊
- 公文錄與索引4146冊1301点－太政官接收之明治元年～18年公文書

## 相關機構
- 國立公文書館筑波分館（茨城縣筑波市上澤（日语：上沢 (つくば市)））
- 外務省外交史料館（日语：外務省外交史料館）（東京都港區麻布台）　外務省外交史料館（页面存档备份，存于）
- 防衛省防衛研究所（日语：防衛研究所）圖書館（東京都目黑區中目黑）
- 東京都公文書館（東京都世田谷區玉川）　東京都公文書館（页面存档备份，存于）

## 外部連結
- 國立公文書館官方網站（页面存档备份，存于） （日語）（英文）
- 國立公文書館的X（前Twitter）